# Rue de Martainville
Pour les articles homonymes, voir Martainville.
La rue de Martainville (ou rue Martainville) est une voie publique de la commune française de Rouen, en France.

## Situation et accès
La rue de Martainville est une voie de la rive droite de Rouen. D'une longueur d'environ 600 m, elle débute à l'ouest sur le coin nord-est de la place Barthélemy, à l'angle avec la rue Damiette. Elle se termine à l'est sur le boulevard Gambetta ; elle est prolongée de l'autre côté du boulevard par la rue du Faubourg-Martainville.
Outre ces voies, elle est traversée ou rejointe par les voies suivantes :
- Rue Molière
- Rue Victor-Hugo
- Place Saint-Marc
- Rue Armand-Carrel
- Rue Adrien-Pasquier
- Rue Ambroise-Fleury
- Rue Robert-Schuman

## Origine du nom
Le nom de Martainville lui vient d'un fief du Moyen Âge, qui est aussi à l'origine du nom du faubourg Martainville.

## Historique
Elle fut appelée « rue de la Liberté » pendant la Révolution française.

## Bâtiments remarquables et lieux de mémoire
La rue de Martainville comporte plusieurs édifices protégés au titre des monuments historiques, essentiellement des maisons à colombages :
- no 178-182 : maison[3]
- no 184 : aître Saint-Maclou[4]
- no 184 : maison[5]
- no 186 : maison[6]
- no 188 : maison[7]
- no 190-192 : maison[8]
- no 194-196 : maison[9]
- no 198-204 : maison[10]
- no 206-208 : maison[11]
- no 210 : immeuble[12]
- no 214-216 : maison[13]
- no 222 : maison[14]
- no 224-226 : maison[15]
- no 228-230 : maison[16]
- no 232-234 : maison[17]
- no 236 : maison[18]
- no 242-244 : maison[19]
- no 246-254 : maisons[20]
- no 256 : maison[21]
- no 258-262 : maison[22] ; Émile-Louis Minet (1841-1923) y est né.
- Ouest de la rue : façade nord de l'église Saint-Maclou[23]

Parmi les autres édifices notables :
- no 118-122 : immeuble[24]
- no 160-164 : maison[25]
- no 166-168 : maison[26]

- Le publiciste Ernest Morel (1854-1918) a vécu au no 58.
- Le graphologue Jules Crépieux-Jamin (1858-1940) est mort au no 79.
- Le peintre Maurice Vaumousse (1876-1961) a vécu au no 138.